# Велика Вишера (селище)
Велика Вишера (рос. Большая Вишера) — селище у Маловішерському районі Новгородської області Російської Федерації.
Населення становить 1458 осіб. Належить до муніципального утворення Великовішерське міське поселення.

## Історія
До 1927 року населений пункт перебував у складі Новгородської губернії. У 1927-1944 роках перебував у складі Ленінградської області.
Орган місцевого самоврядування від 2010 року — Великовішерське міське поселення.

## Населення
| 1897  | 1926  | 1939  | 1959  | 1970  | 1979  | 1989  |
| ----- | ----- | ----- | ----- | ----- | ----- | ----- |
| 529   | ↗1690 | ↗4395 | ↘2703 | ↗2740 | ↗2802 | ↘2410 |
| 2002  | 2008  | 2009  | 2010  |       |       |       |
| ↘1853 | ↘1628 | ↘1585 | ↘1458 |       |       |       |